# Virgil (Dakota del Sud)
Virgil és una població dels Estats Units a l'estat de Dakota del Sud. Segons el cens del 2000 tenia 25 habitants.

## Demografia
Segons el cens del 2000, Virgil tenia 25 habitants, 13 habitatges, i 7 famílies. La densitat de població era de 9,7 habitants per km².
Dels 13 habitatges en un 23,1% hi vivien nens de menys de 18 anys, en un 53,8% hi vivien parelles casades, en un 7,7% dones solteres, i en un 38,5% no eren unitats familiars. En el 38,5% dels habitatges hi vivien persones soles el 15,4% de les quals corresponia a persones de 65 anys o més que vivien soles. El nombre mitjà de persones vivint en cada habitatge era d'1,92 i el nombre mitjà de persones que vivien en cada família era de 2,5.
Per edats la població es repartia de la següent manera: un 12% tenia menys de 18 anys, un 4% entre 18 i 24, un 36% entre 25 i 44, un 32% de 45 a 60 i un 16% 65 anys o més.
L'edat mediana era de 45 anys. Per cada 100 dones de 18 o més anys hi havia 144,4 homes.
La renda mediana per habitatge era de 38.750 $ i la renda mediana per família de 38.750 $. Els homes tenien una renda mediana de 26.250 $ mentre que les dones 18.750 $. La renda per capita de la població era de 23.226 $. Cap de les famílies estaven per davall del llindar de pobresa.

## Poblacions més properes
El següent diagrama mostra les poblacions més properes.